# Kiliann Witschi
Kiliann Witschi (* 11. März 1985 in Neuchâtel, Schweiz) ist ein ehemaliger Schweizer Fussballspieler, der bis Sommer 2017 in Diensten von Neuchâtel Xamax stand. Mittlerweile ist er Jurist.
Seine Jugendzeit verbrachte Witschi in seinem Geburtsort beim Zweitligisten Neuchâtel Xamax, wo er auch seinen ersten Profivertrag unterzeichnete, ohne dort jedoch zu einem Ligaeinsatz zu kommen. Zur Saison 2007/08 wechselte Witschi innerhalb der Liga und des Kantons zum FC La Chaux-de-Fonds, wo er in zwei Jahren auf 55 Ligaeinsätze kam.
Nur bedingt erfolgreich verlief sein Gastspiel beim zypriotischen Erstliga-Verein APEP Pitsilia, den er nach einer Saison im Sommer 2010 bereits wieder verliess, um sich dem FC Chiasso in der Schweizer Challenge League anzuschliessen.
Nach einer überzeugenden Hinrunde absolvierte er im Januar 2011 ein Probetraining beim Karlsruher SC, bei dem er Trainer Uwe Rapolder überzeugte und so einen Vertrag bis Saisonende erhielt. Er kam in der Zweitliga-Rückrunde nur auf fünf Einsätze für die Badener, im Sommer 2011 wurde sein Vertrag nicht verlängert. Er kehrte daraufhin in die Schweiz zurück und schloss sich dem FC Lugano an. Im Sommer 2013 kehrte Witschi zu seinem Jugendverein Neuchâtel Xamax zurück, wo er vier Jahre später auch seine Laufbahn beendete.